# غاريث هويلز
غاريث هويلز (بالإنجليزية: Gareth Howells)‏ هو لاعب كرة قدم بريطاني في مركز حراسة المرمى، ولد في 30 يونيو 1970 في غلدفورد في المملكة المتحدة. لعب مع نادي ألدرشوت تاون.